# Bruder Klaus (Spiez)

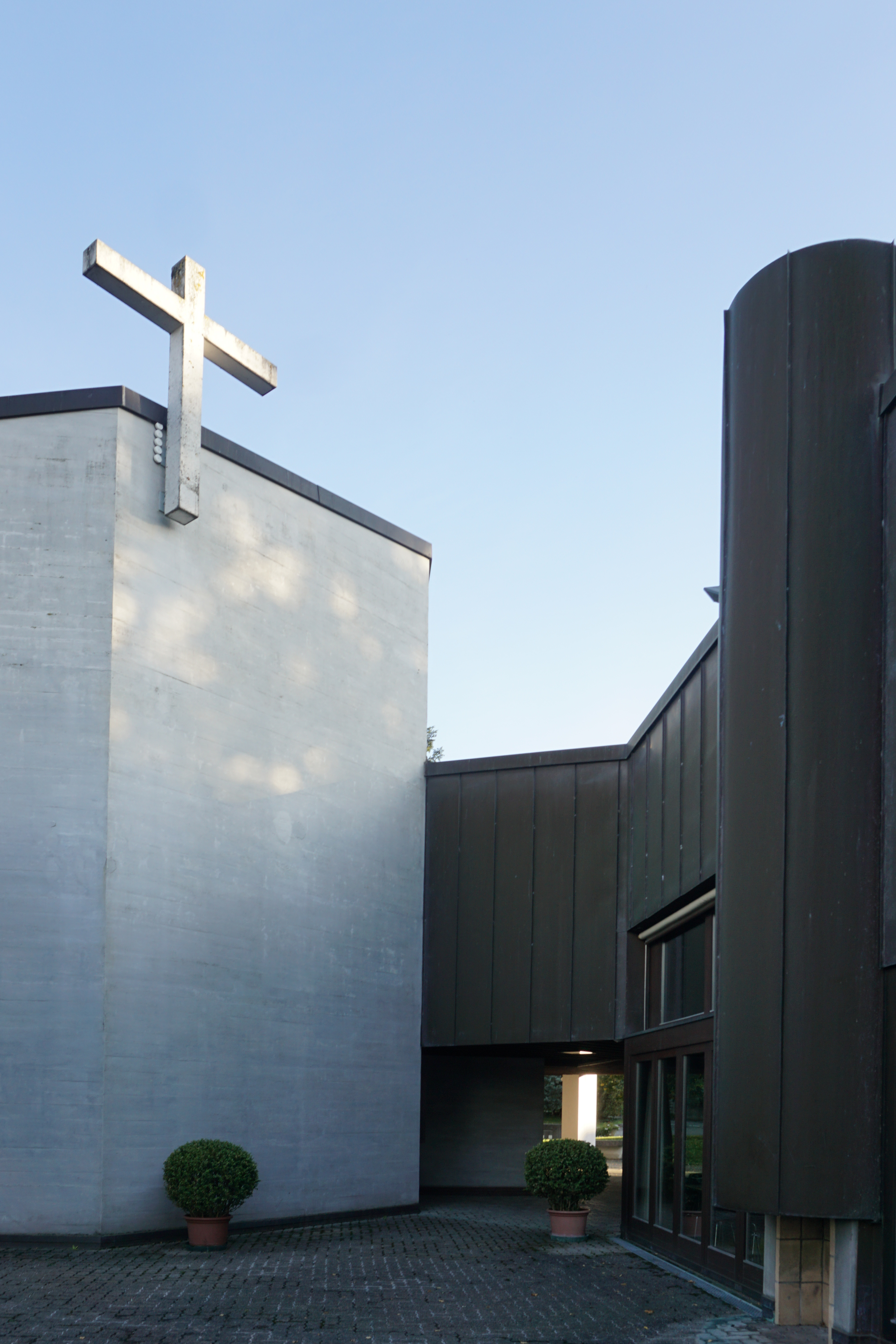
Zugang zu Zentrum und Kirche Bruder Klaus in Spiez

Die Kirche Bruder Klaus ist die römisch-katholische Pfarrkirche von Spiez und gehört zum Pastoralraum Berner Oberland. Sie wurde 1974 als Mehrzweck-Kirche von Justus Dahinden an der Belvédèrestrasse 6 gebaut und steht seit 1994 unter Denkmalschutz.

## Geschichte
Das heutige Zentrum Bruder Klaus wurde als Ersatz für die zu klein gewordene Bruder Klaus-Kirche an der Kapellenstrasse 9 erstellt. Diese war 1898 von Spiezer Hoteliers für ihre Kurgäste, vermutlich zusammen mit dem früheren Parkhotel Bubenberg vom Worber Baumeister und späteren Regierungsrat Karl Könitzer, erbaut worden. 1937 wurde die Kirche um zwei Fensterachsen verlängert und ein neuer Dachreiter für zwei Glocken aufgesetzt.
Seit 1894 gehörte Spiez zur neu errichteten Pfarrei St. Marien in Thun und wurde 1935 eine eigenständige Pfarrei. Der erste eigene Pfarrer Johann Cologna zog ins neu erworbene Pfarrhaus in der Leimern. 1959 wurde die Pfarrei Frutigen abgetrennt.
Nach dem Neubau des Zentrums Bruder Klaus 1974 verkaufte die Kirchgemeinde die alte Bruder Klaus-Kirche an die evangelisch-methodistische Kirchgemeinde Spiez. Die evangelische Freikirche stellte die als Matthäuskirche bezeichnete Kapelle 2016 aus wirtschaftlichen Gründen zum Verkauf frei. Das Pfarrhaus in der Leimern war bereits 1974 an Private verkauft worden.

## Zentrum Bruder Klaus
Der allgemeine Aufbruch in der katholischen Kirche in den 1960er Jahren führte auch in Spiez zum Wunsch nach einem zeitgemässen Kirchenzentrum. Als Architekt wählte man den für seine zukunftsweisenden Bauten bekannten Justus Dahinden, der bereits mehrere Kirchen in der Schweiz und im Ausland gebaut hatte. Die Kirchgemeinde benötigte einerseits einen grösseren Kirchenraum und andererseits Versammlungs- und Unterrichtsräume, ausserdem eine Pfarrwohnung und Büroräume. Der 1974 von Bischof Anton Hänggi unter dem Patronat von Bruder Klaus eingeweihte Neubau deckt diese Bedürfnisse der Pfarreiangehörigen ab.
Die Kirchgemeinde Spiez grenzt an die Pfarreien Thun St. Marien, Frutigen St. Mauritius und Interlaken Hl. Geist. Sie erstreckt sich bis weit ins Simmental und umfasst heute folgendes Gebiet: Spiez (mit Spiezwiler, Hondrich, Faulensee, Einigen, Gwatt/Grenzweg/Seeseite), Aeschi, Krattigen, Wimmis, Reutigen, Niederstocken und Oberstocken, Erlenbach, Latterbach, Diemtigen, Därstetten, Mülenen, Oberwil und Weissenburg.

## Baubeschreibung

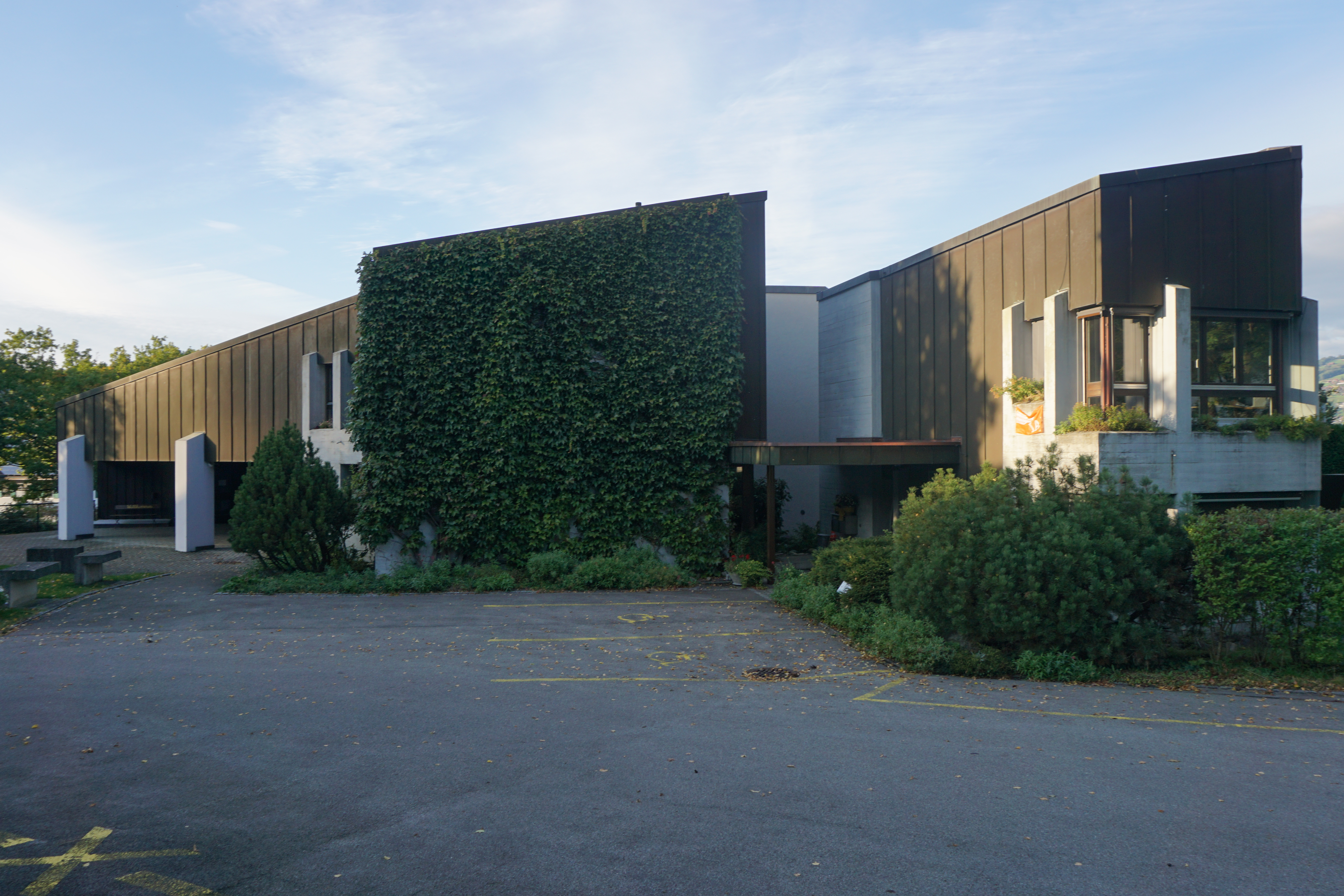
Zentrum Bruder Klaus, Ostecke mit Pfarrwohnung

Auf einem erhöhten Geländevorsprung mit freier Sicht zum Thunersee steht das vieleckige Kirchengebäude, abgetrennt durch einen offenen Hof und dem zweistöckigen Profanbau für die Gemeinderäume zur daneben talwärts führenden Belvédèrestrasse. Direkt an der Geländeecke ist der niedrige Glockenturm, mit breiten Lamellen als Schallöffnung, angebaut. Bergseitig schliesst eine eben Fläche mit Parkplätzen und dem Kirchenvorplatz an. Der Zugang zum Kircheneingang und zu den übrigen Räumen führt durch einen teils überdachten Durchgang zum Innenhof. Ein Betonkreuz am Dachrand darüber zeichnet den Bau als Kirche aus.
2014, knapp vierzig Jahre nach der Bauvollendung, musste die Dachkonstruktion verstärkt und eine bessere Isolation eingebaut werden, wodurch der Kirchenraum längere Zeit nicht genutzt werden konnte. Dabei wurden auch der Naturfaser-Bodenbelag und die Beleuchtung ersetzt.

### Innenraum und künstlerische Ausstattung

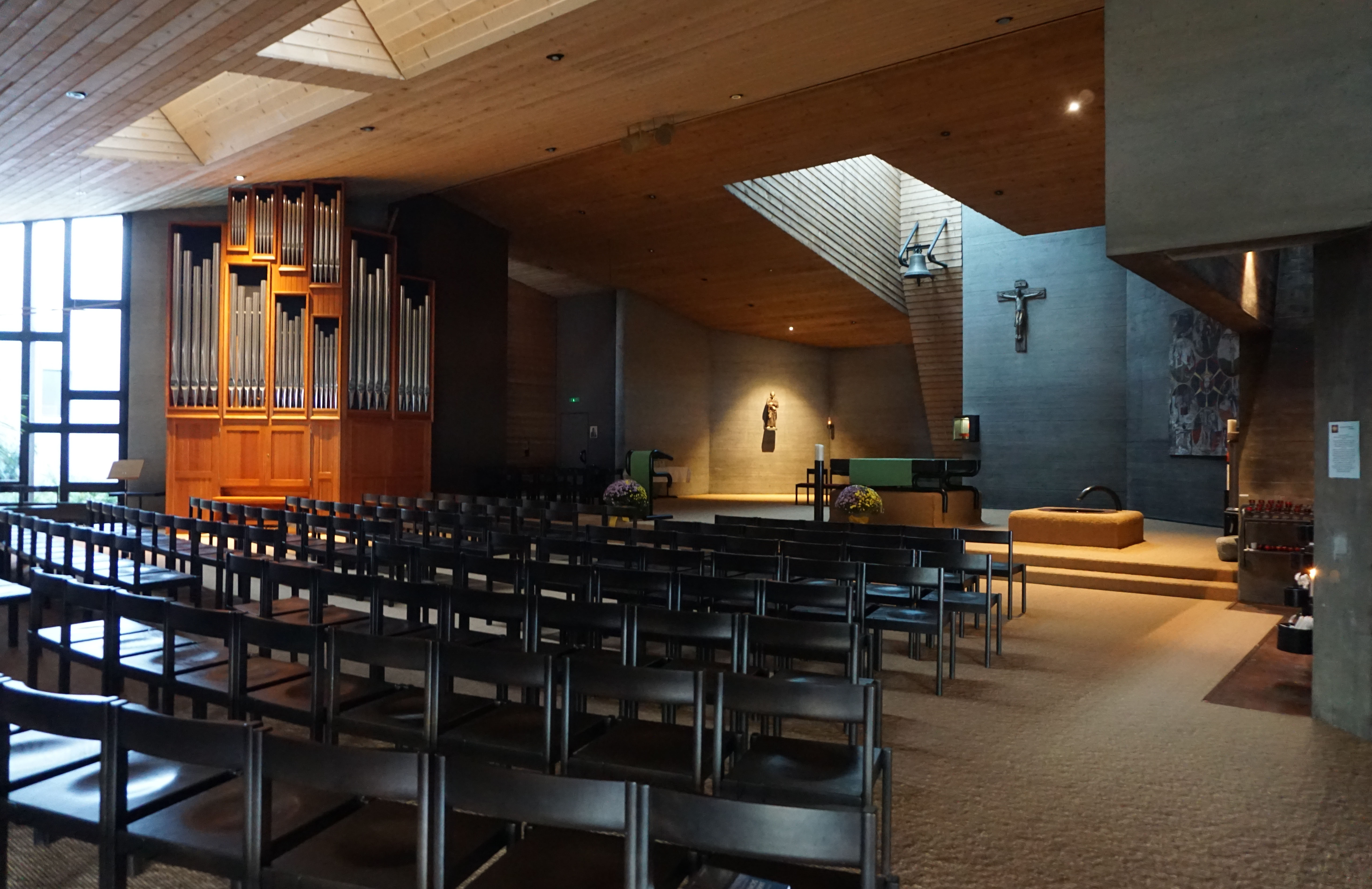
Inneres der Kirche

Der weite Kirchenraum wurde für verschiedenartige Nutzung geplant. Die Besuchenden werden wie auch in den zeitnah vom gleichen Architekten gebauten Kirchen in Monza (It) und Vettelschoß (D) spiralförmig ins Innere geführt. Tageslicht erhält der Raum aus Lichtschächten in der Decke über den Besucherstühlen und von der seitlichen Fensterfront. Die Lichtführung weist besonders im Chorraum nach oben, womit gemäss Dahinden «eine Verinnerlichung» angestrebt wird. Auffällig ist auch der Sisal-Kokos-Bodenbelag, der mit den Holzverkleidungen zur gedämpften Akustik beiträgt. Der Altarsockel ist wie auch der Lebensbrunnen mit dem Naturfaserbelag überzogen. Der Altartisch wird von gebogenen braunen Metallrohren getragen und auch die Kerzenständer sowie das Lesepult sind entsprechend gestaltet.
Die ansonsten puristische Ausstattung beinhaltet als Kopien eine Statue des Bruder Klaus, die als Original von 1504 in Stans aufbewahrt wird, dazu ein spätromanisches Kreuz, das Meditationsbild des Niklaus von Flüe und eine barocke Madonnenstatue.
Die Rückseite des Gottesdienstraums enthält eine Theaterbühne und nach dem Umkehren der Bestuhlung sind so verschiedene Veranstaltungen möglich.

## Orgel

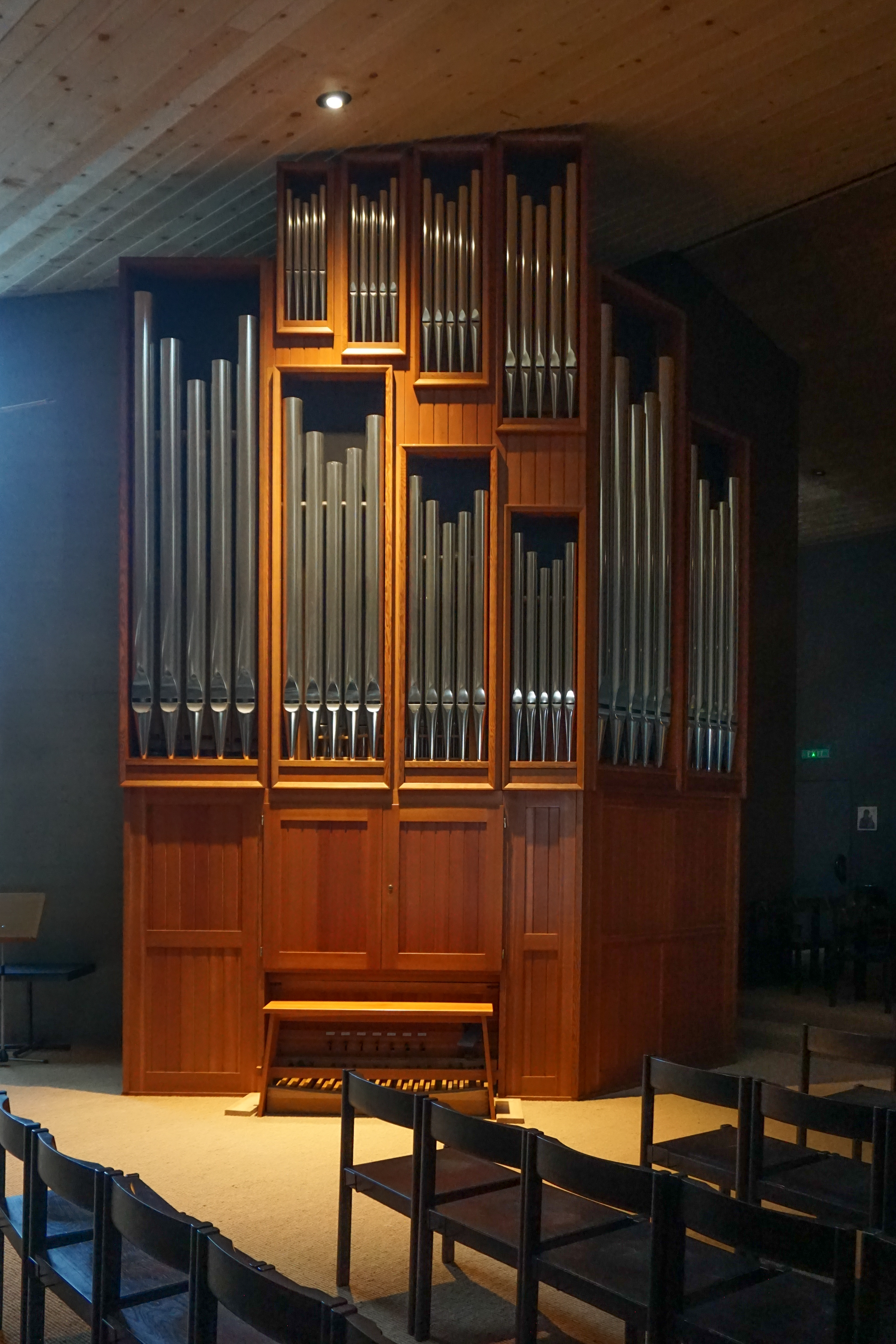
Orgel der Bruder Klaus-Kirche

1981 wurde die Orgel durch H. J. Füglister, Grimisuat VS, mit 18 Registern auf zwei Manualen und Pedal gebaut. Sie hat eine mechanische Traktur, mechanische Registertraktur und Schleifladen. Bei der Revision 2001 wurden klangliche Veränderungen und Neuintonierung durch Orgelbau Thomas Wälti, Gümligen, durchgeführt. Im Hauptwerk wurde die bisherige Trompete 8′ durch eine neue Trompete 8′ ersetzt. Im Schwellwerk wurde das Pfeiflein 1′ durch ein Prinzipal 4′ und das Krummhorn 8′ durch ein Dulcian 8′ ersetzt.
| I Hauptwerk C–g3 |                |
| Principal        | 8′             |
| Spitzflöte       | 8′             |
| Octave           | 4′             |
| Sesquialter      | 2 ⁄3′ + 1 3⁄5′ |
| Superoktave      | 2′             |
| Mixtur           | 1 ⁄3′          |
| Cymbel           | 1⁄2′           |
| Trompete         | 8′             |

| II Positiv C–g3 |       |
| Gedackt         | 8′    |
| Offenflöte      | 4′    |
| Prinzipal       | 4′    |
| Waldflöte       | 2′    |
| Sifflet         | 1 ⁄3′ |
| Dulcian         | 8′    |

| III Schwellwerk C–g3 |       |
| Gedackt              | 8′    |
| Offenflöte           | 4′    |
| Prinzipal            | 4′    |
| Waldflöte            | 2′    |
| Sifflet              | 1 ⁄3′ |
| Dulcian              | 8′    |

| Pedal C–f1 |     |
| Subbass    | 16′ |
| Suavial    | 8′  |
| Nachthorn  | 4′  |
| Posaune    | 8′  |

- Normalkoppel: II/I, I/P, II/P.  Absteller: Mixtur (HW), Dulcian (SW), Trompete (HW), Posaune (PED).

Stand: Juli 2005

## Glocken
Die Glocken im Turm wurden 1971 von der Firma H. Rüetschi in Aarau gegossen. Sie erklingen in der Tonfolge: a', cis",  e" und fis".
Namen der Glocken:
- Glocke 1: a' Maria, 520 kg, 96 cm Durchmesser,
- Glocke 2: cis", Bruder Klaus,
- Glocke 3: e", Joseph,
- Glocke 4: fis", Christophorus

Die Glocken 2 – 4 wiegen zwischen 100 und 300 kg.
Die Glocke im Chor aus der alten Kirche hängt an einem stark gekröpften Joch mit Gegengewichtsklöppel. Sie kann bei besonderen Anlässen angeschlagen werden. Die zweite Glocke der Vorgängerkirche wurde nach Zweisimmen im Simmental verkauft.